# Børn og ild
Børn og ild er en dansk propagandafilm fra 1950 instrueret af Gunnar Robert Hansen efter eget manuskript.

## Handling
I tre spillescener vises de følger, det kan få, at børn har adgang til tændstikker.